# Teófanes Querameu
Teófanes Querameu (em grego: Θεοφάνης Κεραμεῦς; romaniz.: Theophanes Kerameus; 1129 - 1152) foi arcebispo de Rossano, na Calábria, Itália, e um celebrado escritor de homilias.

## Vida e obras
Seus sermões, noventa e um dos quais são conhecidos em manuscritos, são majoritariamente exegéticos e foram escritos em grego, que ainda era muito falado na Sicília e no sul da Itália na época (veja Catapanato da Itália). Eles são simples e naturais, obras-primas da habilidade oratória, com exposições lúcidas e pouco forçadas de textos bíblicos.
Eles foram editados pela primeira vez, juntamente com uma tradução latina e extensas anotações, por Francesco Scorso, em Paris (1644), cuja edição foi republicada por Migne em sua Patrologia Graeca (CXXXII, 125 - 1078). Uma nova edição foi preparada por Gregório Palamás (Jerusalém, 1860).
O fato de diversos outros indivíduos também terem recebido o epíteto de "Kerameus" deu origem a uma controvérsia sobre a autoria destas homilias. Scorso, o primeiro editor delas, supos que Teófanes Querameu teria vivido no século IX e fora bispo de Taormina, na Sicília. Pierre Batiffol, em sua obra "L'abbaye de Rossano" (Paris, 1891; XXXI, 36-56) defendeu que parte das homilias foram escritas pelo monge calabrês João Filágato, um discípulo do abade de Grottaferrata, Bartolomeu de Grottaferrata († 1050).